# Marvalics Györgyi
Marvalics Györgyi (Nagykanizsa, 1924. december 1. – Budapest, 2002. július 18.) világbajnok és olimpiai ezüstérmes magyar vívó.

## Pályafutása
Az 1960-as római olimpián a női tőrcsapat tagjaként ezüstérmet szerzett. 1959-ben világbajnoki címet szerzett Budapesten. 2002. július 18-án Budapesten hunyt el. Nagybátyja, Marvalics Kálmán diszkoszvető olimpikon volt, két húga is elsőosztályú vívó volt, közülük Éva válogatott is volt. Unokája, Székely Viktória világbajnoki résztvevő evezős. 